# Chanté Moore
Chanté Torrane Moore (São Francisco, Califórnia, Estados Unidos em 17 de Fevereiro de 1967) é uma cantora e compositora de R&B Contemporâneo e Jazz.

## Discografia

### Albums
| Ano  | Gravadora     | Artista                        | Título                | Posições | Posições | Posições   | Certificação        |
| Ano  | Gravadora     | Artista                        | Título                | EUA      | EUA R&B  | EUA Gospel | Certificação        |
| ---- | ------------- | ------------------------------ | --------------------- | -------- | -------- | ---------- | ------------------- |
| 1992 | Silas/MCA     | Chanté Moore                   | Precious              | 101      | 20       | —          | - EUA: Gold         |
| 1994 | Silas/MCA     | Chanté Moore                   | A Love Supreme        | 64       | 11       | —          |                     |
| 1999 | Silas/MCA     | Chanté Moore                   | This Moment Is Mine   | 31       | 7        | —          |                     |
| 2000 | Silas/MCA     | Chanté Moore                   | Exposed               | 50       | 10       | —          |                     |
| 2003 | Arista        | Kenny Lattimore & Chanté Moore | Things That Lovers Do | 31       | 3        | —          |                     |
| 2006 | LaFace/Verity | Kenny Lattimore & Chanté Moore | Uncovered/Covered     | 95       | 10       | 2          |                     |
| 2008 | Peak/Concord  | Chanté Moore                   | Love the Woman        | 110      | 14       | —          | - EUA sales: 25,000 |
| 2013 | Shanachie     | Chanté Moore                   | Moore is More         | 184      | 27       | —          |                     |

Compilações
| Lançamento          | Gravadora | Título                                                                     | Posições | Posições |
| Lançamento          | Gravadora | Título                                                                     | EUA      | EUAR&B   |
| ------------------- | --------- | -------------------------------------------------------------------------- | -------- | -------- |
| 28 de Julho de 2003 | MCA       | Mood (Japan-only release)                                                  | —        | —        |
| 08 de Maio de 2004  | Geffen    | 20th Century Masters – The Millennium Collection: The Best of Chante Moore | —        | —        |

### Singles
| Ano  | Single                                               | Posições | Posições | Posições        | Posições  | Posições    | Posições | Álbum                                       |
| Ano  | Single                                               | EUA      | EUA R&B  | EUA R&B Airplay | EUA Dance | Reino Unido | Alemanha | Álbum                                       |
| ---- | ---------------------------------------------------- | -------- | -------- | --------------- | --------- | ----------- | -------- | ------------------------------------------- |
| 1992 | "Love's Taken Over"                                  | 86       | 13       | 7               | —         | 54          | —        | Precious                                    |
| 1993 | "It's Alright"                                       | 108      | 13       | 12              | —         | —           | —        | Precious                                    |
| 1993 | "Who Do I Turn To?"                                  | —        | 83       | 72              | —         | —           | —        | Precious                                    |
| 1993 | "As If We Never Met"                                 | —        | 107      | —               | —         | —           | —        | Precious                                    |
| 1994 | "Old School Lovin'"                                  | —        | 19       | 18              | —         | —           | —        | A Love Supreme                              |
| 1994 | "This Time"                                          | —        | 61       | 74              | 5         | —           | —        | A Love Supreme                              |
| 1995 | "I'm What You Need"                                  | —        | 56       | 62              | —         | —           | —        | A Love Supreme                              |
| 1995 | "Free / Sail On"                                     | —        | —        | —               | 11        | 69          | —        | A Love Supreme                              |
| 1999 | "Chanté's Got a Man"                                 | 10       | 2        | 2               | 34        | —           | —        | This Moment is Mine                         |
| 1999 | "I See You in a Different Light" (feat. JoJo Hailey) | —        | 61       | 60              | —         | —           | —        | This Moment is Mine                         |
| 2000 | "Straight Up"                                        | 83       | 22       | 22              | —         | 11          | 37       | Exposed                                     |
| 2001 | "Bitter"                                             | 166      | 55       | 49              | —         | —           | —        | Exposed                                     |
| 2002 | "Loveable (From Your Head to Your Toes)"             | —        | 111      | —               | —         | —           | —        | Things That Lovers Do (com Kenny Lattimore) |
| 2003 | "You Don't Have to Cry"                              | —        | —        | —               | —         | —           | —        | Things That Lovers Do (com Kenny Lattimore) |
| 2005 | "Tonight (2 Step)"                                   | —        | —        | —               | —         | —           | —        | Uncovered/Covered (com Kenny Lattimore)     |
| 2006 | "Figure It Out"                                      | —        | 124      | —               | —         | —           | —        | Uncovered/Covered (com Kenny Lattimore)     |
| 2006 | "Make Me Like The Moon"                              | —        | —        | —               | —         | —           | —        | Uncovered/Covered (com Kenny Lattimore)     |
| 2008 | "Ain't Supposed to Be This Way"                      | —        | 90       | 26              | —         | —           | —        | Love the Woman                              |
| 2013 | "Talking In My Sleep"                                | —        | —        | —               | —         | —           | —        | Moore is More                               |
| 2013 | "Jesus, I Want You"                                  | —        | —        | —               | —         | —           | —        | Moore is More                               |

### Aparições em Singles
| Ano  | Single                                             | Posições | Posições | Posições | Álbum                                      |
| Ano  | Single                                             | EUA      | EUA R&B  | Alemanha | Álbum                                      |
| ---- | -------------------------------------------------- | -------- | -------- | -------- | ------------------------------------------ |
| 1992 | "You Know What I Like" (com El DeBarge)            | —        | 14       | —        | In the Storm (El Debarge, album)           |
| 1994 | "Satisfy You" (com Damion Hall)                    | —        | 48       | —        | Straight to the Point (Damion Hall, album) |
| 1998 | "Your Home Is in My Heart" (com Boyz II Men)       | —        | —        | 90       | How Stella Got Her Groove Back OST         |
| 2001 | "Contagious" (com The Isley Brothers and R. Kelly) | 19       | 3        | 3        | Eternal (Isley Brothers, album)            |
| 2002 | "One More Time" (com Kenny G)                      | —        | —        | —        | Paradise (Kenny G, album)                  |

### Trilhas sonoras e colaborações
- 1991 "Candlelight & You" (House Party 2 OST)
- 1992 "You Know What I Like" (In the Storm – El DeBarge)
- 1992 "Fame" (Snapshot – George Duke)
- 1994 "Satisfy You" (Straight to the Point – Damion Hall)
- 1995 "Illusions" (Illusions – George Duke)
- 1995 "Inside My Love" (New York Undercover OST)
- 1995 "Wey U" (Waiting to Exhale OST)
- 1996 "Heal Our Land" (Place of Hope: Celebrating the New South Africa)
- 1996 "La, La, La Means I Love U" (Emancipation – Prince)
- 1998 "Your Home Is in My Heart (Stella's Love Theme)" (com Boyz II Men) (How Stella Got Her Groove Back OST)
- 1998 "Crusin'" (Blue Planet – Nils)
- 1998 "I Love You" (KW – Keith Washington)
- 1999 "Wall Around My Heart" (Shake, Rattle and Roll: An American Love Story)
- 1999 "Can We Do That?" (The McCauley Sessions – Gerald McCauley)
- 1999 "Down on My Knees" (Summer Heat 1999, Vol. 1)
- 1999 "Christmas Morn" (My Christmas Album)
- 2000 "Save Some Love for Me" (Yes, Please! – Fourplay)
- 2000 "When You Need Me" (All the Man You Need – Will Downing)
- 2000 "This Is a Test" (Romeo Must Die OST)
- 2000 "Treated Like Her" (com LaTocha Scott) (Big Momma's House OST)
- 2001 "Contagious" (Eternal – The Isley Brothers)
- 2002 "Feeling the Way" (Just Chillin' – Norman Brown)
- 2002 "One More Time" (Paradise – Kenny G)
- 2003 "She's Amazing" (Cool – George Duke)
- 2005 "Till You Come Back to Me" (Wild Card – The Rippingtons)
- 2007 "Santa Baby" (Christmas Present – Boney James)
- 2013 "Where is the Love?" (Say Yes - Phil Perry)

### Videoclipes
- "You Know What I Like" (El DeBarge featuring Chanté Moore)
- "Love's Taken Over"
- "It's Alright"
- "Old School Lovin'"
- "This Time"
- "Satisfy You" (com Damion Hall)
- "Satisfy You" (Remix) (com Damion Hall)
- "Chanté's Got a Man"
- "I See You in a Different Light"
- "Straight Up"
- "Bitter"
- "You Don't Have to Cry" (com Kenny Lattimore)
- "Contagious" (The Isley Brothers featuring R. Kelly & Chanté Moore)
- "Jesus, I Want You"